# Bruno Conti
Bruno Conti (ur. 13 marca 1955 w Nettuno) – włoski piłkarz grający na pozycji pomocnika. Wieloletni zawodnik AS Roma.

## Życiorys

### Dzieciństwo i młodość
urodził się w mieście Nettuno, leżącym niedaleko stolicy Włoch, Rzymu. Jako dziecko chciał zostać piłkarzem i jako że do Rzymu miał niedaleko, toteż trafił do piłkarskiej szkółki klubu AS Roma.

### Kariera klubowa
W pierwszym zespole „giallo-rossich” zadebiutował mając 19 lat, a miało to miejsce 17 lutego 1974 roku w zremisowanym 0:0 meczu Serie A z Torino FC. W Romie grał do 1975 roku, kiedy to został na sezon wypożyczony do zespołu Genoa CFC. Potem na 2 lata wrócił do Romy, po czym w sezonie 1978/1979 został ponownie wypożyczony do klubu z Genui. Od 1979 do końca kariery był już nieprzerwanie piłkarzem rzymskiego klubu. W od tego czasu był już bezsprzecznie uznawany za wielką gwiazdę zespołu Romy. W 1983 roku doprowadził Romę do historycznego, drugiego w historii klubu, mistrzostwa Włoch. W zespole Romy oprócz niego pierwsze skrzypce grały takie tuzy jak Falcão, Roberto Pruzzo czy Agostino Di Bartolomei. W sezonie 1983/1984 Roma grała w Pucharu Mistrzów i dotarła aż do finału tych rozgrywek. Mecz z Liverpoolem, rozegrany na Stadio Olimpico, obfitował w wielkie emocje. Po 120 minutach gry wynik brzmiał 1:1, po golach Phila Neala oraz Pruzzo i do rozstrzygnięcia trzeba było rozegrać serię rzutów karnych. Ostatecznie Liverpool wygrał w nich 4:2 i zdobył Puchar Europy, a sam Conti nie strzelił jednej z jedenastek. Z zespołem Romy oprócz wspomnianego mistrzostwa Włoch, Conti zdobył także czterokrotnie Puchar Włoch w latach 1980, 1981, 1984 i 1986. Karierę zawodniczą zakończył w roku 1991, miał wówczas 36 lat. 23 maja tamtego roku rozegrano w Rzymie pożegnalny mecz Bruno, a grały w nim zespoły Romy z 1983 roku oraz Ameryki Południowej. Wygrali wówczas Rzymianie 4:3, a Conti zdobył pierwszą bramkę meczu (z rzutu karnego). Po meczu cały stadion skandował jego nazwisko i głośnym dopingiem podziękował swojej legendzie za kilkanaście lat gry w klubie. Ogółem w zespole Romy Conti rozegrał 304 mecze i zdobył 37 bramek. Przez kibiców Romy zapamiętany został także jego sposób cieszenia się ze zdobytej bramki. Wtedy to podbiegał do trybuny Curva Sud, na której zasiadali najwierniejsi fani klubu i wysyłał im całusy.

### Kariera reprezentacyjna
W reprezentacji Włoch Conti zadebiutował 17 października 1980 roku w wygranym 2:0 meczu z reprezentacją Luksemburga. Swoją pierwszą bramkę w kadrze zdobył niedługo później, 11 listopada w wygranym 2:0 meczu z reprezentacją Jugosławii. W latach 80. szybko wywalczył miejsce w pierwszym składzie włoskiej kadry, a w 1982 został powołany do niej na finały Mistrzostwa Świata w Hiszpanii. Tam grający z numerem 16 Bruno rozegrał wszystkie 7 meczów swojej drużyny w pełnym wymiarze czasowym. Zagrał także w tym najważniejszym – 11 lipca w finale na Estadio Santiago Bernabéu z reprezentacją RFN. Włosi zdeklasowali Niemców i po 90. minutach mogli cieszyć się ze zdobycia trzeciego w historii tytułu mistrza świata. Conti pojechał także na kolejne finały MŚ, na Mistrzostwa Świata w Meksyku. Tam także zagrał we wszystkich meczach Włochów, ale było ich tylko 4, bo „Squadra Azzurra” odpadła już w 1/8 finału, przegrywając 0:2 z późniejszymi brązowymi medalistami mistrzostw, reprezentacją Francji. Ten rozegrany 17 lipca mecz był także jego ostatnim w bogatej reprezentacyjnej karierze. Ogółem we włoskiej kadrze Conti rozegrał 47 meczów i zdobył 5 bramek.

### Kariera trenerska
Po zakończeniu kariery piłkarskiej Conti objął funkcję trenera młodzieży w zespole Romy. Z juniorami wywalczył dwa razy młodzieżowe mistrzostwo Włoch. 14 marca 2005 po słabych wynikach Luigiego Delneriego Conti został pierwszym szkoleniowcem Romy. Conti nie posiadał licencji trenerskich, ale z racji tego, iż był mistrzem świata, został zwolniony ze zdawania egzaminu. W Romie na stanowisku trenera wytrzymał krótko, do 30 czerwca, czyli do końca sezonu. Wówczas za porozumieniem z zarządem klubu stanowisko trenera przejął Luciano Spalletti, a Conti został dyrektorem technicznym.

## Sukcesy
- Mistrzostwo Włoch: 1983
- Puchar Włoch: 1980, 1981, 1984, 1986
- Finalista Pucharu Mistrzów: 1984
- Mistrzostwo Świata: 1982
- Uczestnik Mistrzostw Świata: 1982, 1986
- 47 meczów, 5 bramek w reprezentacji Włoch
- 304 mecze, 37 bramek w zespole AS Roma